# عائلة سبنسر
عائلة سبنسر هي عائلة أرستقراطية في المملكة المتحدة. تأسست في القرن الخامس عشر، انبثق منها الكثير من الألقاب الأرستقراطية مثل دوقية مارلبورو وإيرليّة سندرلاند وسبنسر وبارونيّة تشرشل. كان السير ونستون تشرشل وديانا أميرة ويلز اثنين من أعضاء العائلة البارزين خلال القرن العشرين.

## التاريخ

### النسب والمزاعم
تأسست العائلة في القرن الخامس عشر من قبل هنري سبنسر (توفي نحو 1478)، الذي ينحدر منه جميع الأعضاء. في القرن السادس عشر ظهرت مزاعم بأن آل سبنسر كانوا فرعًا غِرًّا من السلالة القديمة لو ديسبنسر، على الرغم من أن هذه النظرية دُحضت منذ ذلك الحين، وخاصة من قبل جّي هوراس راوند في مقالته نهوض آل سبنسر. مُنح آل سبنسر لأول مرة شعار نبالة في 1504، «عصابة فرو القاقُم ذات صبغة زرقاء سماوية بين ست رؤوس نوارس فضية»، ولكنه لا يشبه الشعارات التي استخدمتها العائلة بعد نحو 1595، والتي كانت مشتقة من شعار ديسبنسر، «شعار فضي مُقسم إلى أربع أرباع ذو صبغة حمراء في الربعين الثاني والثالث فيها شريط متشابك ذهبي وشريط قطري مائل أسود اللون عليه ثلاثة محارات» (تهدف المحارات لتمييزه على أنه فرع غِرّ). جادل راوند بأن نسب ديسبنسر كان ملفقًا من قبل ريتشارد لي، وهو ملك أسلحة كلارنسيو الفاسد. نقلًا عن راوند، نفى سجل النبالة الكامل نسب ديسبنسر المزعوم باعتباره «انتحال متقن لا يستطيع الآن خداع الأكثر سذاجة».

### الصعود إلى الثروة
كان جون سبنسر أحد أقارب هنري سبنسر (توفي نحو 1478) المقربين، والذي أصبح في 1469 وصيًا على ورملايتون في وركشير ومستأجرًا في ألثورب في نورثامبتونشير في 1486. عَمِل ابن أخيه، السير جون سبنسر (توفي في 1522)، بدايةً في تجارة الماشية والسلع الأخرى ووفر لاحقًا ما يكفي من المال لشراء كل من أراضي ورملايتون وألثورب. جرى شراء ورملايتون في 1506، وانتهى العمل على بيت المزرعة في 1512. اشترى سبنسر أيضًا عقار ألثورب في 1508 مع منزله ذي الخندق المائي ومئات الأفدنة من الأراضي الزراعية. كان قد رعى الأغنام هناك منذ ثمانينيات القرن الخامس عشر. وبسبب إعجابه بجودة الأرض، اشتراها وأعاد بناء المنزل في 1508. في ذلك الوقت، كانت ممتلكاته وقصره في وركشير أكبر بكثير، وكان المنزل في ورملايتون أربعة أضعاف حجم ألثورب. أجرى المزيد من عمليات الشراء في 1511 للحصول على قريتي برينغتون الصغرى وبرينغتون الكبرى وكذلك كنيسة أبرشية القديسة مريم العذراء، من توماس غري مركيز دورست الثاني. قدم سبنسر ما سيصبح موطنًا للأجيال التسعة عشر القادمة من خلال غرس الجذور في ألثورب. مُنح لقب فارس من قبل الملك هنري الثامن في 1519، وتوفي بعد ثلاث سنوات ودفن في كنيسة العائلة الجديدة في برينغتون العظمى.
ارتفع آل سبنسر إلى مكانة بارزة منغمسة بالترف خلال القرن السادس عشر. كان حفيد السير جون سبنسر، السير جون سبنسر (توفي في 1586)، أحد فرسان الشاير لنورثامبتونشير. كانت إدارة آل سبنسر لممتلكاتهم في نورثامبتونشير ووركشير موضع إعجاب وغالبًا ما احتُذي بها من قبل النبلاء في جميع أنحاء إنجلترا. اشتُريت الأغنام من مراعيهم بهدف التكاثر، ومن المحتمل أن نجاح أفراد الأسرة بصفتهم مزارعين لا يوازيه في القرن إلا ما ندر.
في أواخر القرن السادس عشر، مثّل حفيد السير جون سبنسر، السير روبرت سبنسر (1570-1627)، براكلي في البرلمان. أصبح أحد فرسان الرباط في 1601، ومنح لقب البارون سبنسر من ورملايتون في سجل نبالة إنجلترا في 1603. اشتهر بأنه أغنى رجل في إنجلترا في عهد الملك جيمس الأول. سببت الأصول المتواضعة لآل سبنسر لكونهم مزارعي أغنام سابقين حدوث نقاش حاد بين آل سبنسر الأثرياء والناشئين حديثًا آنذاك وآل هوارد الأكثر رسوخًا الذين كان أسلافهم فيتزالان إيرلات أروندل منذ القرن الثالث عشر. وفي أثناء مجادلة في مجلس الأقران، كان اللورد سبنسر يتحدث عن شيء فعله أسلافه العظماء فقاطعه إيرل أروندل فجأة وقال «يا سيدي، عندما كانت هذه الأشياء التي تتحدث عنها تحدث، كان أسلافك يربون الأغنام». فأجاب اللورد سبنسر على الفور: «عندما كان أسلافي يربون الأغنام كما تقول، كان أسلافك يخططون للخيانة».
خُلِف روبرت سبنسر، البارون سبنسر الأول، في لقب النبالة وأملاكه من قبل ابنه الأكبر الباقي على قيد الحياة ويليام. كان قد مثّل سابقًا نورثامبتونشير في البرلمان. تلقى اثنان من أبنائه أيضًا لقب النبالة: ابنه الأكبر هنري (1620-1643)، خلف بصفته البارون سبنسر الثالث في 1636 ومُنح لقب إيرل سندرلاند في سجل نبالة إنجلترا في 1643. جلس الابن الأصغر روبرت (1629-1694) في مجلس العموم من 1660 إلى 1679 ومُنح لقب فيكونت تيفوت في سجل نبالة إنجلترا في 1685.
يُمثَل الفرع الأكبر من آل سبنسر (المعروف لاحقًا باسم عائلة سبنسر-تشرشل) حاليًا من قبل جيمي سبنسر-تشرشل دوق مارلبورو الثاني عشر، السليل المباشر عبر أكبر سلالة ذكورية للسير جون سبنسر، الذي حصل على لقب فارس من قبل الملك هنري الثامن في 1519 في حين أن الفرع الغر من العائلة، آل سبنسر من ألثورب الذين ينحدرون عبر سلالة الذكور من الابن الأصغر لإيرل سندرلاند الثالث يمثله تشارلز سبنسر إيرل سبنسر التاسع.

### سبنسر، سبنسر-تشرشل لاحقًا
كان روبرت سبنسر، إيرل سندرلاند الثاني، رئيس المجلس من 1685 إلى 1688 وأحد فرسان الرباط. وكان ابنه تشارلز، إيرل سندرلاند الثالث، اللورد الملازم اللورد لأيرلندا ولورد الختم الملكي ووزير الدولة لكل من الوزارتين الشمالية والجنوبية ورئيس المجلس ولورد أول للخزانة وأحد فرسان الرباط. كانت زوجته الثانية الليدي آن تشرشل، الابنة الثانية للجندي المتميز جون تشرشل دوق مارلبورو الأول. بعد وفاة تشرشل في 1722، انتقلت ألقاب مارلبورو أولًا إلى ابنته الكبرى هنرييتا (1681-1733) ثم إلى ابن آن الثاني تشارلز. بعد وفاة شقيقه الأكبر روبرت في 1729، كان تشارلز سبنسر قد ورث ألقاب إيرل سندرلاند الرابع والبارون سبنسر من ورملايتون وكذلك أملاك عائلة سبنسر. ورث ممتلكات وألقاب عائلة تشرشل في 1733 وأصبح دوق مارلبورو الثالث وكذلك أحد فرسان الرباط، في حين أن أملاك سبنسر في بيدفوردشير ونورثهامبتونشير (بما في ذلك ألثورب) ووركشير انتقلت إلى شقيقه الأصغر جون (1708-1746).
قُلد فرانسيس سبنسر في 1815، الابن الأصغر لجورج سبنسر دوق مارلبورو الرابع، لقب البارون تشرشل من ويتشوود في مقاطعة أكسفورد في سجل نبالة المملكة المتحدة. ومُنح حفيده البارون الثالث في 1902 لقب فيكونت تشرشل من روليستون في مقاطعة ليستر، أيضًا في سجل نبالة المملكة المتحدة.
حصل جورج سبنسر دوق مارلبورو الخامس في 1817 على إذن لتولي وحمل اللقب الإضافي تشرشل بالإضافة إلى لقبه الخاص سبنسر، من أجل إدامة اسم جده الأكبر اللامع. حصل في الآن ذاته على ترخيص ملكي لإضافة شعار نبالة تشرشل إلى شعار عائلته سبنسر. وهكذا حمل دوقات مارلبورو الحديثون في الأصل لقب «سبنسر». ظل اللقب المزدوج «سبنسر-تشرشل» على حاله منذ 1817 حتى يومنا هذا، على الرغم من أن بعض الأعضاء فضلوا أن يحملوا لقب «تشرشل» فقط. كان دوق مارلبورو السابع الجد الأكبر من ناحية الأب للسير ونستون تشرشل (1874-1965)، رئيس الوزراء البريطاني. مُنحت أرملة الأخير، كليمنتن (1885-1977)، لقب نبيلة حياة بصفتها الشخصية كبارونة سبنسر-تشرشل في 1965.
مقر عائلة دوقات مارلبورو هو قصر بلاينهايم في وودستوك في أكسفوردشير. يُدفن معظم أعضاء سبنسر-تشرشل في ساحة كنيسة القديس مارتن في بلادون، على بعد مسافة قصيرة من القصر. لا يُدفن سوى الدوقات والدُوَقة في كنيسة قصر بلاينهايم.